# Prothinodes lutata
Prothinodes lutata är en fjärilsart som beskrevs av Edward Meyrick 1914. Prothinodes lutata ingår i släktet Prothinodes och familjen äkta malar. Inga underarter finns listade i Catalogue of Life.